# Düzakçaşehir, Geyve
Düzakçaşehir là một xã thuộc huyện Geyve, tỉnh Sakarya, Thổ Nhĩ Kỳ. Dân số thời điểm năm 2008 là 122 người.